# Jeffrey DeMunn
Jeffrey DeMunn (Búfalo, Nueva York; 25 de abril de 1947) es un actor estadounidense de teatro, cine y televisión, conocido por interpretar a Dale Horvath en la serie de televisión The Walking Dead de la cadena AMC.

## Biografía
Nacido en Búfalo, Nueva York (Estados Unidos), es hijo de Violet (de apellido de soltera Paulus) y James DeMunn. Se graduó en la Union College con un título de Bachelor of Arts en lengua inglesa. Desde 1974 y hasta 1995 estuvo casado con Ann Sekjaer, con quien tuvo dos hijos. En 2001 se casó con Kerry Leah.
DeMunn se mudó a Inglaterra a principios de los años 1970, donde recibió formación teatral en la Bristol Old Vic Theatre School. Cuando regresó a los Estados Unidos actuó en producciones de la Royal Shakespeare Company como El rey Lear, y de Off-Broadway como Bent, Modigliani y El sueño de una noche de verano. También ha trabajado muy estrechamente con el Eugene O'Neill Theater Center.
Actor fetiche del director Frank Darabont, DeMunn ha participado en varias de sus películas, siendo las más destacables The Majestic (2001), The Shawshank Redemption (1994), The Green Mile (1999) y La niebla (2007), estas tres últimas adaptaciones de novelas de Stephen King.
También tiene un extenso currículum en televisión, apareciendo en series como Kojak, Law & Order, Citizen X, The Walking Dead (basada en la serie de cómics homónima creada por Robert Kirkman y Tony Moore) y Mob City, estas dos últimas desarrolladas por Frank Darabont.

## Filmografía

### Cine y televisión
- Christmas Evil (1980)
- Resurrection (1980)
- The First Deadly Sin (1980)
- Ragtime (1981)
- Frances (1982)
- A Time to Live (1985)
- Warning Sign (1985)
- The Hitcher (1986)
- The Blob (1988)
- Betrayed (1988)
- Blaze (1989)
- The Haunted (1991)
- Newsies (1992)
- The Shawshank Redemption (1994)
- Citizen X (1995)
- Phenomenon (1996)
- Turbulence (1997)
- RocketMan (1997)
- The X-Files: Fight the Future (1998)
- La tormenta del siglo (1999)
- The Green Mile (1999)
- The Majestic (2001)
- The Persistence of Dreams (2005)
- Hollywoodland (2006)
- La niebla (2007)
- Burn After Reading (2008)
- Shelter (2010)
- The Walking Dead (2010–2012)
- Mob City (2013)
- The Walking Dead: The Journey So Far (2016)
- Billions (2016-2023)

## Premios
| Año  | Premio                                              | Categoría                                            | Trabajo nominado         | Resultado |
| ---- | --------------------------------------------------- | ---------------------------------------------------- | ------------------------ | --------- |
| 1978 | Drama Desk Awards                                   | Mejor Actor Destacado en una Obra de Teatro          | A Prayer for My Daughter | Ganador   |
| 1983 | Premios Tony                                        | Mejor Actor Principal en una Obra de Teatro          | K2                       | Candidato |
| 1995 | CableACE Awards                                     | Mejor Actor Secundario en Película o Miniserie       | Citizen X                | Ganador   |
| 1995 | Premios Primetime Emmy                              | Mejor Actor de Reparto - Miniserie o Telefilme       | Citizen X                | Candidato |
| 1999 | Premios del Sindicato de Actores                    | Mejor Reparto                                        | The Green Mile           | Candidato |
| 2006 | Drama Desk Awards                                   | Mejor Reparto                                        | Stuff Happens            | Ganador   |
| 2011 | San Diego Theater Critics Circle (Craig Noel Award) | Mejor Interpretación Masculina en una Obra de Teatro | Muerte de un viajante    | Candidato |